# Esther Park
Esther Park, född 1876, död 1910, var en koreansk läkare. Hon var Koreas första kvinnliga läkare i västerländsk medicin. 
Hennes föräldrar arbetade hos amerikanska missionärer, som gav henne tillfälle att studera. Hon studerade medicin i USA och tog examen i medicin år 1900 som den första koreanska kvinnan. Hon återvände till Korea 1901 och fick en framgångsrik karriär i ett land där konfucianska normer gjorde att manliga läkare inte var populära att anlita för kvinnliga patienter. Hon undervisade många av Koreas första generation av kvinnliga läkare. 